# Sven Giegold
Sven Giegold, né le 17 novembre 1969 à Las Palmas de Grande Canarie (Espagne), est un homme politique allemand, membre de l'Alliance 90/Les Verts. Il est député européen de 2009 à 2021.

## Jeunesse et formation
Né en Espagne, Sven Giegold a grandi à Hanovre. De 1991 à 1996, il a effectué des études en économie, en sciences politiques et en formation continue à Lüneburg, Brême et Birmingham. Par la suite, il a effectué à partir de 1999 une étude à Brême sur la mondialisation. 

## Carrière politique
Lors de la création d'Attac Allemagne en 2000, Sven Giegold fait partie des 200 membres fondateurs. 
Lors des élections européennes de 2009, il est élu au Parlement européen, où il siège au sein du groupe des Verts/Alliance libre européenne. Il est réélu en 2014 et 2019.
Il est membre de la commission des affaires économiques et monétaires. Il également été membre de la commission spéciale sur la crise financière, économique et sociale de 2009 à 2011 et de la délégation pour les relations avec les pays de la Communauté andine et de la délégation à l'Assemblée parlementaire euro-latino-américaine de 2009 à 2014.
En décembre 2021, il quitte le Parlement européen et est nommé secrétaire d'État auprès du ministre fédéral de l'Économie et de la Protection du climat dans le gouvernement de coalition dirigé par Olaf Scholz.